# Maison de Paul Revere
La maison de Paul Revere (en anglais : Paul Revere House), construite en 1680, est une maison coloniale en bois, sans doute l'une des plus anciennes du centre historique de Boston. Située au 19 North Square, elle occupe l'emplacement du second temple des Puritains de Boston, où officièrent les pasteurs Increase et Cotton Mather, qui disparut dans le Grand incendie de 1676. Son premier propriétaire était un trafiquant d'esclaves, Robert Howard. Cette maison, remaniée dans le style géorgien, et qui fut la demeure du patriote américain Paul Revere à l'époque de la Révolution américaine, est maintenant un musée.
La maison est inscrite au Registre national des lieux historiques depuis 1966 et National Historic Landmark depuis 1961.
La maison de brique Pierce-Hichborn House se trouve à proximité.

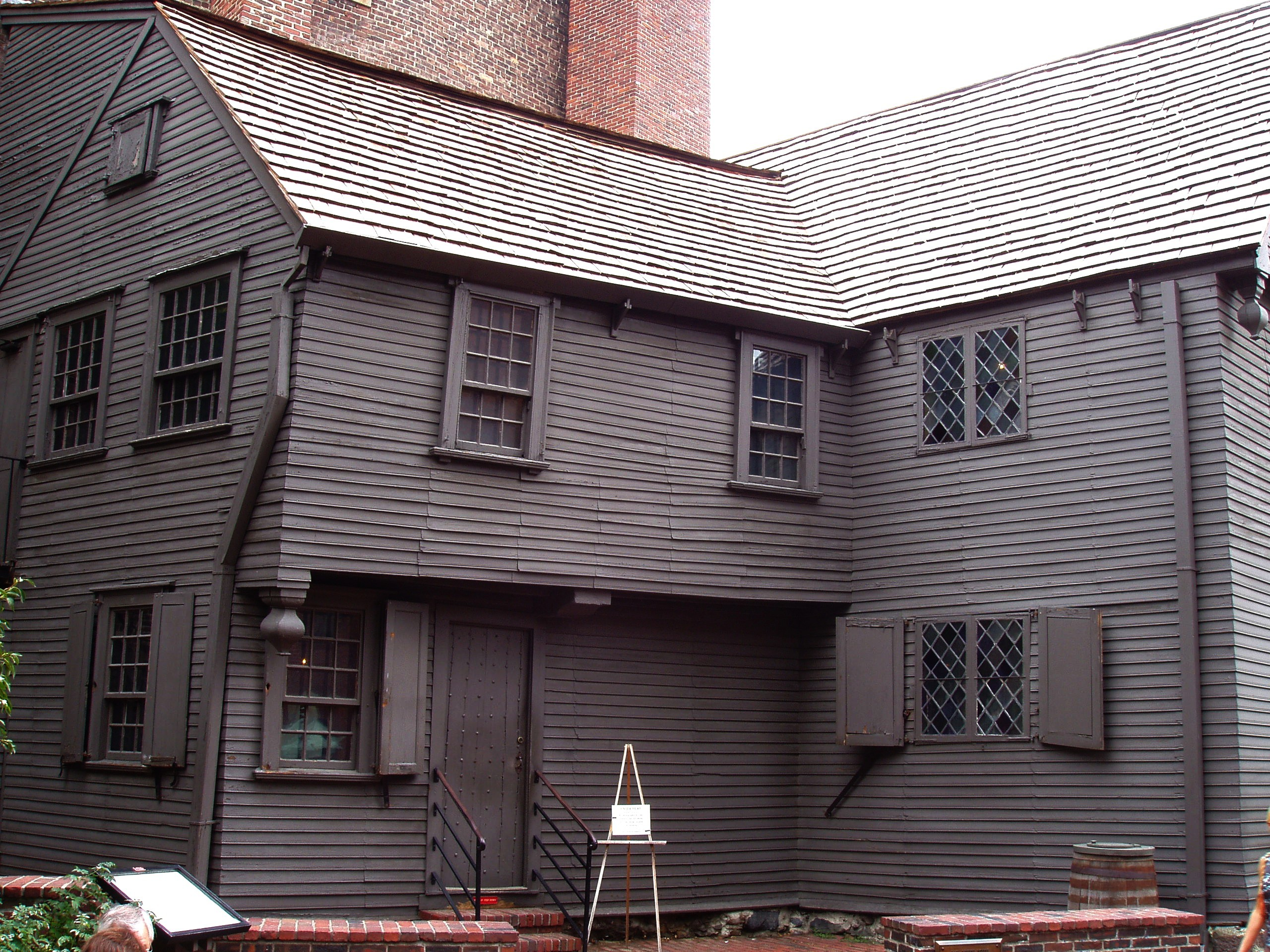
Maison de Paul Revere.